# قرن آل شتيم (لودر)

تعديل مصدري - تعديل

قرن آل شتيم هي إحدى قرى عزلة زارة بمديرية لودر التابعة لمحافظة أبين، بلغ تعداد سكانها 57 نسمة حسب تعداد اليمن لعام 2004.